# Maurice Ballerstedt
Maurice Ballerstedt, né le 16 janvier 2001 à Berlin, est un coureur cycliste allemand.

## Biographie
Maurice Ballerstedt se révèle en 2019, lors de sa deuxième année chez les juniors (moins de 19 ans). Il se classe deuxième de la Course de la Paix juniors, ainsi que troisième du Saarland Trofeo et du Grand Prix Général Patton, trois épreuves de la Coupe des Nations juniors. En août, malgré des douleurs au dos, il est deuxième du championnat d'Europe sur route juniors, derrière Andrii Ponomar, vainqueur en solitaire.
Lors des saisons 2020 et 2021, il court chez les espoirs (moins de 23 ans) dans l'équipe Jumbo-Visma Development, réserve de la formation World Tour Jumbo-Visma. Lors de son deuxième année, il gagne le Tour du Pays de Montbéliard, une course par étapes de l'UCI Europe Tour. Il se classe également deuxième du championnat d'Allemagne du contre-la-montre espoirs et dixième du championnat d'Europe du contre-la-montre espoirs.
En 2022, il passe professionnel au sein de l'équipe Alpecin-Fenix.

## Palmarès sur route
- 2018
  - 3e de l'Internationale Cottbuser Junioren-Etappenfahrt
- 2019
  - 3e étape secteur A du Saarland Trofeo (contre-la-montre par équipes)
  - Grand Prix Luxembourg
  -  Médaillé d'argent du championnat d'Europe sur route juniors
  - 2e de la Course de la Paix juniors
  - 3e du Saarland Trofeo
  - 3e du Grand Prix Général Patton
- 2021
  - 1re étape du Kreiz Breizh Elites (contre-la-montre par équipes)
  - Tour du Pays de Montbéliard :
    - Classement général
    - 3e étape

  - 2e du championnat d'Allemagne du contre-la-montre espoirs
  - 10e du championnat d'Europe du contre-la-montre espoirs
- 2022
  -  Champion d'Europe du contre-la-montre en relais espoirs
  - 9e du championnat d'Europe sur route espoirs
  - 10e du championnat d'Europe du contre-la-montre espoirs
- 2024
  - 2e du Tour du Limbourg
- 2025
  - 6e et 7e étapes du Tour of America's Dairyland

## Résultats sur les grands tours

### Tour d'Espagne
2 participations
- 2023 : 143e
- 2024 : 126e

## Classements mondiaux
| Année                                 | 2020  | 2021 | 2022 | 2023 | 2024 |
| ------------------------------------- | ----- | ---- | ---- | ---- | ---- |
| Classement mondial                    | 1299e | 577e | 819e | 839e | 776e |
| UCI Europe Tour                       | 993e  | 464e | 617e | nc   | nc   |
|                                       |       |      |      |      |      |
| Légende : nc = non classéSource : UCI |       |      |      |      |      |